# 9756 Ezaki
9756 Ezaki eller 1991 CC3 är en asteroid i huvudbältet som upptäcktes den 12 februari 1991 av den japanska astronomen Tsutomu Seki vid Geisei-observatoriet. Den är uppkallad efter Yusuke Ezaki.
Asteroiden har en diameter på ungefär 6 kilometer.